# Toronto Stock Exchange
Toronto Stock Exchange, w skrócie TMX (dawniej TSE i TSX) – największa giełda papierów wartościowych w Kanadzie, trzecia w Ameryce Północnej i ósma na świecie pod względem kapitalizacji.
Główna siedziba TMX znajduje się w Toronto, jednak utrzymuje ona również biura w Montrealu, Winnipeg, Calgary i Vancouver. Posiada rekordową liczbę zarejestrowanych przedsiębiorstw z sektora wydobywczego oraz ropy i gazu (ponad 1400 w 2008).
Około pół tysiąca zatrudnionych wypracowuje dochód w wysokości ok. 300 mln dol. rocznie, ale przez giełdę przechodzą setki miliardów. W grudniu 2010 na giełdzie było 1498 spółek, z łączną kapitalizacją wysokości 2,2 biliona CAD.
Najważniejsze indeksy giełdowe w Toronto to S&P/TSX Composite oraz S&P/TSX 60.

## Historia

### Loża masońska
26 lipca 1852 kilku biznesmenów z Toronto utworzyło cech handlowy o nazwie Association of Brokers. Stowarzyszenie to można uznać za protoplastę dzisiejszej giełdy, gdyby nie fakt, że historia nie zachowała żadnej dokumentacji z jego działalności, a historycy bardziej skłaniają się ku innej dacie narodzin, w 9 lat później.
25 października 1861 roku w sali zebrań loży masońskiej pojawiło się 24 umówionych mężczyzn, aby oficjalnie powołać do życia Toronto Stock Exchange. Wpłacili po 5 dolarów wpisowego, a reprezentowali kilkanaście firm powiązanych z bankami i handlem nieruchomościami. Ich celem było powołanie organizacji giełdowej na wzorach londyńskich, umożliwiającej czynną komunikację pomiędzy założycielami, aby łatwiej było dokonywać wymiany papierów wartościowych, obligacji, zastawów hipotecznych i różnych pożyczek. Ich pionierskie sesje dzienne nie przekraczały zaledwie pół godziny, podczas których dochodziło do dwóch, czasem trzech transakcji.
Dopiero w 1878 roku dokonało się formalne ukonstytuowanie tej wczesnej giełdy i nadanie jej koncesji i ram prawnych przez odpowiedni akt legislacyjny Parlamentu Prowincji Ontario.

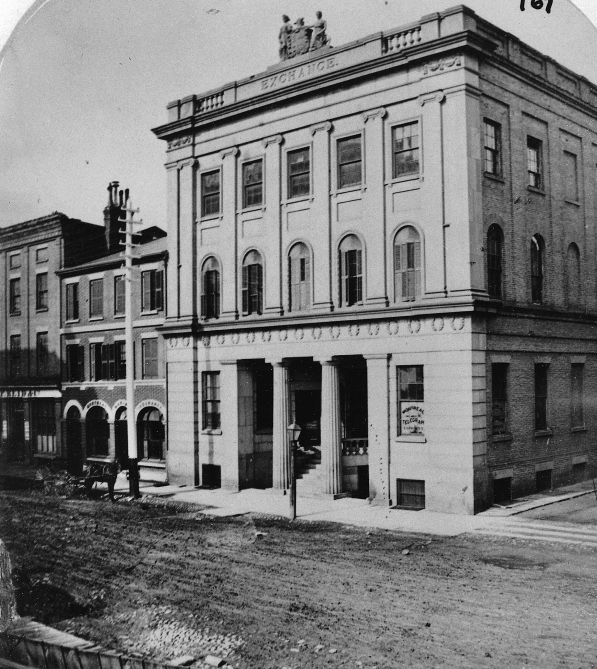
Siedziba kilkuletniej wówczas giełdy torontońskiej w 1878

Torontońska giełda – choć powoli i nie bez problemów – rosła w siłę. Zamknięto ją tylko raz, na trzy miesiące w 1914 roku, aby opanować panikę na rynku finansowym wywołaną I wojną światową. Dyslokacja środków finansowych w Europie spowodowała, że Kanada nie mogła dłużej polegać na brytyjskim rynku kapitałowym. Aby sfinansować wydatki wojenne rząd kanadyjski wypuścił miliardowe obligacje, które sprzedawano zarówno swoim obywatelom, jak i na giełdzie w Nowym Jorku. Wojna stymulowała rozwój działalności gospodarczej, tym samym tworząc zapotrzebowanie na gromadzenie i inwestowanie kapitału. W latach międzywojnia TSE sprostała tym wyzwaniom: już pod koniec lat 20. sprzedawano/kupowano rocznie papiery wartościowe i walory na sumę ponad 10 mln dol.

### Po Wielkim Kryzysie
Gdy nadszedł największy kryzys gospodarczy XX wieku – depresja lat 30. – i gwałtownie spadały ceny akcji, pociągnęło to za sobą łańcuch zadłużeń i bankructw. W Stanach Zjednoczonych zamknięto wówczas 2 tysiące firm inwestycyjno-brokerskich, ale członkowie giełdy w Toronto wyszli z kryzysu zwycięsko – nie złamali swoich zobowiązań wobec klientów. Popularność zyskała wówczas doktryna ekonomiczna keynesizmu, zakładająca interwencję państwa w gospodarce, która przez wiele lat dominowała w teorii i praktyce gospodarczej krajów wolnorynkowych.
Wielki Kryzys przyniósł zaostrzenie przepisów dotyczących dopuszczania papierów do obrotu giełdowego, usztywnił zatem cały system. Z biegiem czasu oprócz kupna i sprzedaży akcji, dołączano transakcje obligacji (skarbowych i korporacyjnych), warrantów, opcji i certyfikatów inwestycyjnych. W 1934 doszło w Toronto do udanej fuzji z najpoważniejszym dotąd konkurentem – giełdą Standard Stock and Mining Exchange. Zachowano jednak nazwę i symbol TSE. Dopiero od 2001 został on zastąpiony przez TSX, podczas gdy TSE zarezerwowany jest dla największej giełdy na świecie – Tokyo Stock Exchange, która wiekowo jest rówieśnicą TSX.
W 1977 Toronto, które zawsze przodowało w dziedzinie komputeryzacji giełd, wprowadziło do użycia CATS (Computer Assisted Trading System) – pionierski, zautomatyzowany system obliczeniowy naśladowany następnie na innych giełdach. W 2006 giełda torontońska i nowojorska NYSE uruchomiły bezpośrednie automatyczne połączenie swych systemów komputerowych.

### Śmierć parkietu
Najważniejszymi indeksami giełdy w Toronto są TSX 300 (od 6 lat jako Composite Index 300 największych spółek notowanych na giełdzie) oraz TSX 60 (tu znajdują się największe banki, firmy energetyczne, telekomunikacyjne i kanadyjski gigant wielobranżowy Thomson Corporation). Wartość tych indeksów oblicza się na podstawie wyceny akcji wybranych. Kiedy mówi się o hossie lub bessie na giełdzie, oznacza to zwykle długotrwały wzrost lub spadek głównego indeksu. Torontońska giełda zorganizowana została tradycyjnie, to znaczy tak, że bezpośredni dostęp do ringu giełdowego był zarezerwowany dla członków giełdy, którzy jednocześnie stanowili grono jej właścicieli. Nabycie członkostwa danej giełdy następowało poprzez zakup miejsca, tzw. seat, którego cena w 1871 roku wynosiła 250 dol., a obecnie przekracza kilkaset tysięcy. Grono właścicielskie ograniczyło się do firm brokerskich, których pracownicy (maklerzy) spotykali się na ringu giełdowym w celu dokonania określonych transakcji.
23 kwietnia 1997 roku komputeryzacja doprowadziła do całkowitego zaniku parkietu giełdowego w Toronto w tradycyjnym sensie, przechodząc w świat transakcji wirtualnych, elektronicznych. Umożliwiła też zniesienie ograniczeń czasowych pracy giełdy i przejście na pracę w systemie 24-godzinnym.
Dwa lata później prezydentem i CEO giełdy została pierwsza kobieta, co było ewenementem na skalę kontynentu amerykańskiego.

## Giełda jako spółka publiczna
Począwszy od ostatniego dziesięciolecia XX wieku można zauważyć zmianę modelu biznesowego działania giełd. Coraz powszechniejsze staje się odchodzenie od modelu tradycyjnego (member-owned) na rzecz demutualizacji (investor-owned). W 1993 r. giełda sztokholmska była pierwszą, która została poddana temu procesowi. Demutualizacja, czyli prywatyzacja i upublicznienie własnych akcji nastąpiła na giełdzie w Toronto w roku 2000. Doprowadziło to do sytuacji, w której giełda stała się spółką ze swoim własnym kapitałem akcyjnym. Pierwsze kwartalne dywidendy zadeklarowano w trzy lata później. Wcześniej jednak, bo w maju 2001 r., TSE przejęła prawo własności Canadian Venture Exchange (CDNX) co było bezpośrednią przyczyną zmiany akronimu giełdy na TSX.
W maju 2008 dobiegł końca proces przejmowania przez TSX najstarszej w Kanadzie giełdy montrealskiej (Montreal Exchange) kosztem 1,31 mld dol. W wyniku tej fuzji dwie największe w kraju giełdy stały się jednym przedsiębiorstwem, a zarządzająca nimi korporacja TSX Group przyjęła ostatecznie nazwę TMX Group Inc. Zmienił się również akronim: TMX.
Toronto jest trzecim co do wielkości centrum finansowym Ameryki. W TMX zanotowane są spółki akcyjne, reprezentujące wszystkie sektory gospodarki. Odnotowuje się obroty w wysokości ponad 700 miliardów dolarów. 14 grudnia 2006 padł rekord: giełda w Toronto na zamknięciu sesji pokonała po raz pierwszy w swej historii poziom 13 000 punktów.
Giełda zatrudnia ok. 500 pracowników. Prezesem rady nadzorczej jest Wayne Fox, a generalnym dyrektorem Amerykanin Thomas Kloet.
Siedziba giełdy torontońskiej znajduje się w Exchange Tower w Toronto przy 130 King Street West.

## Fuzja z London Stock Exchange
Światowy rynek wymiany giełdowej globalizuje się jak każdy inny sektor. W listopadzie 2010 doszło do przejęcia przez giełdę singapurską potężnej giełdy australijskiej kosztem 8.5 mld dol. Przyspieszyło to decyzję o połączeniu giełdy londyńskiej (LSE) z giełdą torontońską, co ogłoszono 9 lutego 2011 roku. Głosowały za tym rady nadzorcze po obu stronach.
Po fuzji łączona giełda reprezentować będzie ponad 6700 przedsiębiorstw o wspólnej wartości 5,8 biliona dolarów. Będzie to zarazem zdecydowanie największa na świecie giełda operująca w sektorze energetycznym i wydobywczym.
Prezesem 15-osobowej rady nadzorczej zostanie Xavier Rolet (LSE), a prezydentem –Thomas Kloet z Toronto. Ośmiu członków rady wyznaczy LSE, a siedmiu TMX.

## Polonika
- Kiedy w 1861 roku w sali zebrań loży wolnomularskiej zakładano Toronto Stock Exchange, w skład skromnej grupy założycielskiej wchodził wielce zasłużony dla Kanady Polak, inżynier Sir Kazimierz Gzowski, budowniczy kolei, późniejszy nienominowany administrator prowincji Ontario, bliski przyjaciel premiera Johna Macdonalda.

- Jednym z prezesów giełdy torontońskiej był Humphrey Lloyd Hime, dziadek Marie Hime, urodzonej w Toronto mistrzyni w jeździe figurowej na lodzie. Po wyjściu za mąż za polskiego hrabiego Waltera Bieniewskiego, pani Hime stała się hojną donatorką na rzecz Polonii.

- Emigracja „solidarnościowa” dostarczyła do Toronto wielu wykształconych specjalistów w dziedzinie inwestycji i papierów wartościowych, którzy znaleźli pracę w licznych domach maklerskich.